# Свиреп вълк
Aenocyon dirus, известен още като „Свиреп вълк“ или „Ужасен вълк“, е изчезнал вид от семейство кучеви. Населявал е предимно Северна Америка и Южна Америка през епохата Плейстоцен. Във Флорида и Калифорния са открити множество добре запазени фосили.

## Описание
Свирепият вълк е бил най-големият предствител на семейство кучеви от късният плейстоцен в Северна Америка. Черепът можел да достигне до 30 сантиметра дължина, а зъбите му били по-големи и по-здрави от тези на днешните сиви вълци. По отношение на размера на тялото, свирепият вълк е бил средно с размера на най-големите сиви вълци, с височина на раменете до 1 метър и дължина на тялото 1,75 м. Теглото му е било от 57 до 88 кг.

## Разпространение и местообитание
Вкаменелости от Aenocyon dirus са открити както в Северна, така и в Южна Америка. В Северна Америка страшни вълци са открити чак на север до Аляска и на юг в южно Мексико. В Съединените щати вкаменелости от ужасни вълци са открити както на атлантическото, така и на тихоокеанското крайбрежие, както и в голяма част от централните, южните и югозападните региони. Хиляди фосили на тези животни са събрани от образуванието Rancho La Brea в Лос Анджелис, Калифорния. В Южна Америка вкаменелости от свирепи вълци, датиращи от преди около 17 000 години, са открити във Венецуела, Перу и Боливия. Наскоро беше идентифицирана част от челюстта на свиреп вълк от Китай, което предполага, че видът е пресякъл Беринговия сухопътен мост от Северна Америка в Азия. Разпространението на свирепия вълк предполага, че той е бил адаптиран за множество местообитания, от бореални пасища, крайбрежни открити гори до тропически влажни зони.
В ново изследване, учени извличайки генетични проби от десетки свирепи вълци, успяват да възстановят около една четвърт от генома и пълната митохондриална ДНК на пет индивида, вариращи на възраст от преди около 13 000 до преди повече от 50 000 години. Генетичният материал разкрива, че видът заема своя собствена еволюционна линия, отделна от тези, която е дала началото на чакалите, вълците, койотите, лисиците и кучетата. „Въпреки че изглеждат като вълци, свирепите вълци всъщност нямат нищо общо с вълците“, казва Анджела Пери, зооархеолог от университета Дърам и един от водещите автори на изследването. Натрупващите се доказателства подкрепят изваждането на свирепите вълци от рода Canis изцяло и поставянето им в отделен род Aenocyon, в по-голямото семейство Canidae. Свирепите вълци приемат обозначението Aenocyon dirus, наименование, предложено още през 1918 г., но доскоро пренебрегвано от учените.

## Противоречиви твърдения за възстановяване на вида
Базираната в Далас биотехнологична компания Colossal Biosciences твърди, че е възкресила праисторическия вид под формата на три генетично модифицирани малки сиви вълчета, кръстени Ромул, Рем и Халиси.
Към 2025 г. подробностите за разработката са много ограничени. Всичко, с което обществеността разполага, са изображения и цитати, предоставени от компанията. Според експерти по генетика, обаче от Colossal Biosciences не са въкресили Aenocyon dirus, а са създали сиви вълци, притежаващи някои характеристики на ужасните вълци, като по-голям череп и бяла козина. Ужасните вълци са се отделили от сивите вълци някъде преди 2,5 до 6 милиона години в напълно различен род от сивите вълци (Aenocyon). Colossal Biosciences са извършили едва 20 промени в 14 гена от около 19 хил. гена с цел да получат екземпляри с характеристики на ужасен вълк.